# Alain Testart
Pour les articles homonymes, voir Testart.
 (décembre 2011).
Si vous disposez d'ouvrages ou d'articles de référence ou si vous connaissez des sites web de qualité traitant du thème abordé ici, merci de compléter l'article en donnant les références utiles à sa vérifiabilité et en les liant à la section « Notes et références ».
Alain Testart, né le 30 décembre 1945 à Paris et mort le 2 septembre 2013 à Villejuif, est un anthropologue français.

## Biographie
Après l’obtention d’un diplôme d’ingénieur de l’École nationale supérieure des mines de Paris (promotion 1965), Alain Testart entre dans l'entreprise SEMA (Société d'économie et de mathématiques appliquées). Il en démissionne rapidement pour recommencer, en 1971, des études en ethnologie. Il soutient sa thèse, intitulée Des classifications dualistes en Australie, en 1975, sous la direction de Jacques Barrau (un autre ingénieur devenu ethnologue), et devient alors chargé de cours à l'Université Paris-Nanterre. Il entre au CNRS en 1982. Il y est successivement membre, en tant que chargé de recherches puis directeur de recherche, des équipes « Recherche et documentation ethnobotaniques et ethnozoologiques » puis « Appropriation sociale de la nature » du Muséum national d’histoire naturelle, du Laboratoire d'ethnologie et de sociologie comparative à l’Université Paris-Nanterre (où il assume plusieurs enseignements), et enfin à partir de 1997 du Laboratoire d'anthropologie sociale au Collège de France.

## Anthropologie des chasseurs-cueilleurs
Les premiers travaux d’Alain Testart portent sur l’organisation sociale des Aborigènes australiens et sur les chasseurs-cueilleurs (San, Amérindiens de l’arctique et du subarctique, Pygmées, etc.). En raison de sa santé fragilisée dès les années 1970 par plusieurs cancers (qui finiront bien plus tard par l'emporter), il ne fut jamais en mesure de faire une longue enquête de terrain, ce qui selon lui n’était pas un handicap pour être un bon théoricien.

### Opposition collectage / stockage
Son livre Les chasseurs-cueilleurs ou l'origine des inégalités (1982) devient vite un classique auprès des préhistoriens. Il s’agit d’une réévaluation de la très classique opposition entre chasseurs-cueilleurs et agriculteurs (ou horticulteurs). Cette opposition était considérée comme valide, tant en ethnologie qu’en archéologie préhistorique, avec la notion de « révolution néolithique » avancée jadis par Vere Gordon Childe, transformation radicale des structures économiques et sociales qui marquerait le passage entre une économie de chasse-cueillette et une autre fondée sur la domestication des plantes et des végétaux.
Pour contester l’idée, Alain Testart constate qu’une bonne moitié des chasseurs-cueilleurs connus en ethnologie présentent des traits tout à fait similaires à ceux des sociétés cultivatrices : sédentarité qui implique la vie en village ; densité démographique élevée (et plus que chez les agriculteurs voisins) ; hiérarchies importantes, y compris l’esclavage et la différenciation en strates telles que nobles et roturiers. Ce sont typiquement les Amérindiens de la Côte Pacifique, ceux de Californie et les peuples du Sud-est de la Sibérie. Ces peuples, tout en n’exploitant que des ressources sauvages (non domestiquées), saumons, glands, etc., les récoltent en masse pendant la saison de leur abondance, et les préservent en une quantité telle qu’elle suffise à assurer l’alimentation pendant le reste de l’année. Ces chasseurs-cueilleurs vivent ainsi sur leurs stocks alimentaires, tout comme les cultivateurs de céréales sur les grains conservés dans leurs greniers ou leurs silos.
De ce fait, ils ont ce qu’Alain Testart appelle une « structure techno-économique » analogue à celle des céréaliculteurs et leurs sociétés sont en conséquence analogues. Il propose en conséquence de remplacer l’opposition classique chasseurs-cueilleurs/cultivateurs par une plus générale qui oppose les économies selon qu’elles reposent ou non sur un stockage à grande échelle d’une ressource alimentaire fondamentale et de nature saisonnière. Les implications évolutionnistes de ce remaniement sont par ailleurs très claires. On ne pouvait en aucun cas s’en tenir à une conception unilinéaire. On devait penser une évolution divergente qui aboutissait, dans un cas, à des chasseurs-cueilleurs stockeurs qui restèrent tels jusqu’au XIXe siècle, dans l’autre, à des cultivateurs, dont certains étaient appelés à se développer dans des formes très différentes de sociétés.

### Division sexuelle du travail comme idéologie
Un second travail a été entrepris pour repérer quelques invariants que l’on pourrait presque appeler transhistoriques tant ils semblent présents dans des sociétés d’allures très différentes, y compris celles de la première période industrielle. C’est le cas pour la répartition des tâches entre les hommes et les femmes. Une observation assez simple montre par exemple que les femmes se trouvent très généralement écartées de tous les métiers du sang (chirurgie, métier des armes, chasse, etc.). Une mise en perspective des données ethnographiques recueillies chez les chasseurs-cueilleurs montre que la répartition des tâches de cueillette et de chasse entre les hommes et les femmes obéit à une loi simple : les femmes ne sont pas exclues de la chasse, mais seulement des formes de chasse qui font couler le sang. On voit par exemple, chez les Inuit, les Sibériens ou les Aborigènes australiens des femmes chasser avec des filets ou des bâtons, mais jamais avec des arcs et des flèches ou des harpons. Ces données permettent de réfuter l’idée que  la division sexuelle du travail chez les chasseurs-cueilleurs serait fondée en nature (les femmes ne chasseraient pas en fonction de leurs grossesses répétées) et n’obéit à aucune rationalité économique, car quelle raison pourrait justifier que les femmes chassent mais sans utiliser les armes typiques de la chasse ?
Alain Testart soutient donc dans Les fondements de la division sexuelle du travail chez les chasseurs-cueilleurs (1986) que cette division n’est expliquée et fondée que par une idéologie jouant sur la symbolique du sang. Rapprochant enfin ces interdits ou évitements sur les armes des très nombreux tabous sur le sang des femmes, il met en évidence le fait que cette idéologie semble éviter le cumul du sang animal et du sang féminin.

## Concepts de sociologie comparative
Alain Testart est souvent critique par rapport à l’anthropologie sociale à laquelle il reproche d’utiliser des concepts flous, imprécis, et beaucoup trop simples au regard de ceux utilisés par l’histoire ou l’histoire du droit. Pourtant, il considère que la prise en considération des petites sociétés non étatiques précoloniales, qui n’ont jamais été étudiées que par cette discipline, est fondamentale dans un projet scientifique de sociologie générale. L’enjeu scientifique majeur d’aujourd’hui lui apparaît comme celui de pouvoir penser dans les mêmes termes, selon les mêmes problématiques, ces sociétés et celles étudiées par l’histoire. C’est dans cette optique qu’il a repris un certain nombre de dossiers pour en repréciser les termes.

### Esclavage
Par exemple, l'esclavage, envisagé comme une forme extrême de dépendance servile, à distinguer soigneusement d'autres formes comme le servage, le colonat romain, l'hilotisme, etc. Dans L’esclave, la dette et le pouvoir, Alain Testart remarque que l'esclave, et cela vaut avant tout pour l'esclave antique, n'est associé à aucun mode de vie typique : entre l'esclave de latifundia et celui qui travaille auprès de son maître, il y a bien peu en commun, entre le gladiateur et le favori du prince chargé de hautes fonctions dans les bureaux impériaux, il y en a encore moins. Aucune condition matérielle et sociale n'est typique de l'esclavage. Ce que tous ces esclaves, employés à des tâches si diverses et traités de façons si différentes, ont en commun, c'est seulement leur statut juridique d'esclave qui fait par exemple, pour s'en tenir aux exemples grec et romain, que la concubine favorite du maître ou le travailleur dans les mines du Laurion ne peuvent pas plus l'un que l'autre avoir d'enfants légitimement reconnus, qui fait aussi, selon les lois communes de l'Athènes classique et de la Rome antique, que tous deux doivent pareillement être soumis à la torture s'ils sont appelés à témoigner dans un procès. On ne peut donc envisager l'esclave que comme une pure catégorie juridique.
Mais les conditions juridiques de l'esclavage ne sont pas du tout les mêmes dans la Rome antique et chez les Ashanti par exemple, elles changent même complètement entre le début et la fin de l'Empire romain, tout comme elles diffèrent du royaume ashanti à celui d'Abomey. Il faut donc dépasser cette dimension juridique vers une caractérisation sociologique plus générale.
Alain Testart propose l'exclusion comme une des caractéristiques les plus significatives de l'esclave en reprenant les travaux des africanistes qui ont montré que l'esclave était conçu en Afrique précoloniale comme un homme « hors parenté », sans nom et sans lignage. L'esclave antique était pareillement exclu de la Cité, c'est-à-dire des droits attachés à la qualité de citoyen. L'esclave en droit musulman ne pouvait l'être que du fait qu'il était extérieur à la communauté des croyants lors de sa réduction en esclavage. L'esclave, dans maints royaumes asiatiques anciens, restait en dehors de la relation au Roi, ne payant pas d'impôts et n'étant pas redevable de service militaire. Alain Testart résume ces données en disant que l'esclave était partout défini par une certaine exclusion hors d'une des dimensions considérées comme les plus fondamentales par la société. La nature de cette exclusion diffère d'une société à l'autre, étant ici exclu de la parenté, là de la Cité, là-bas de la relation au Prince, et cette caractéristique sociologique suffit à différencier l'esclavage d'autres formes de dépendance.

### Don
C’est dans la même optique qu’il a proposé une nouvelle définition du don. La différence entre le don et l'échange n'est pas dans le fait du retour : on connaît la régularité des échanges de cadeaux. Cette différence ne vient pas plus de ce que le retour soit ou non attendu : il existe aussi des dons intéressés où l’on donne dans l’espoir de recevoir plus en retour (le bakchich par exemple). La différence radicale entre le don et l'échange vient de ce que le donateur ne peut pas légitimement réclamer un contre-don (même s'il l'attend, même si cet espoir est sa motivation première) alors qu'un échangiste est toujours en droit de réclamer une contrepartie. La différence n'est pas dans la forme de la circulation, encore moins dans les motivations des acteurs. Ici encore c'est le juridique qui permet de distinguer les deux phénomènes : le droit d'exiger une contrepartie caractérise l'échange et manque dans le don. On peut montrer sur cette base que le kula des Trobriandais n'est pas un don mais bien un échange : car on peut réclamer, au besoin par la violence, la contrepartie due. Rien de tel au contraire dans le potlatch, chez les Amérindiens de la Côte Pacifique, qui doit donc être caractérisé comme un ensemble de dons et de contre-dons.
Ces thèses nouvelles, exposées principalement dans Critique du don, conduisent à une réévaluation des célèbres théories de Mauss, en particulier de son idée « d’obligation de rendre ». Alain Testart lui reproche ne n’avoir pas précisé la nature, juridique ou seulement morale, de la notion d’obligation, et en conséquence d’avoir contribué à obscurcir la nature et la portée du don dans l’histoire et dans la société. Ces thèses font actuellement débat[réf. souhaitée].

## L’évolution des sociétés
Dès ses premiers écrits, Alain Testart s’affirme très explicitement comme évolutionniste. C’est tout particulièrement le cas dans l’article de 1992, « La question de l'évolutionnisme dans l'anthropologie sociale », où, tout en saluant l’originalité souvent méconnue des grands évolutionnistes du XIXe siècle, en tout premier lieu de Morgan, il en critique les méthodes. L’anthropologie comparative où la seule observation des peuples actuels ou subactuels ne peut en aucun cas suffire pour reconstituer l’évolution passée des sociétés et des cultures. Il souligne que cette reconstitution ne peut qu’être appuyée sur des documents historiques ou d’archéologie préhistorique. C’est pourquoi la collaboration – et souvent le débat – avec les archéologues, préhistoriens ou protohistoriens, lui paraît essentielle.
Cette préoccupation l’a conduit à un regard croisé sur les pratiques funéraires en archéologie et en ethnologie, ainsi qu’à une thèse sur l’origine de l’État. Dans cette optique, il s’est intéressé à ce qu’il appelle « l’accompagnement funéraire », qui fait qu’un ou plusieurs hommes doivent être tués pour accompagner un défunt. Dans La servitude volontaire, (2004, 2 vols.) il a examiné tous les témoignages ethnographiques et historiques de cette pratique. Or elle s’avère extrêmement répandue dans le passé, pas seulement dans les royaumes ainsi qu’on le croit souvent, mais également dans des sociétés lignagères (en Afrique) ou dans des sociétés acéphales comme celles des Amérindiens de la côte Pacifique.
Elle concerne les esclaves, lesquels ont souvent joué le rôle de fidèles serviteurs auprès de leur maître. C’est l’idée de cette fidélité que le maître veut emporter dans la tombe. Alain Testart montre que la pratique se rencontre donc, en ethnographie, dans les sociétés sans État et, en archéologie, dans des sociétés néolithiques dont tout montre qu’elles ne sont pas étatiques. Elle se rencontre aussi à foison dans certaines formes d’État archaïque.
Toutes ces données pointent vers l’idée que les germes d’un pouvoir étatique – et despotique – sont déjà présents avant l’État. Un puissant tient son pouvoir de dépendants qui dépendent de lui au point qu’ils savent qu’ils ne lui survivront pas. Ils sont ses fidèles serviteurs et les données ethnographiques montrent assez que les pouvoirs se font plus sur la base de tels serviteurs que sur une base parentale, les parents ayant toujours le double inconvénient d’avoir des droits analogues au prétendant et d’être ses concurrents potentiels.
Les données historiques et ethno-historiques montrent aussi maints royaumes, surtout en Afrique et dans le monde islamique, où les rois s’appuient sur des « esclaves de la couronne » ; ils possèdent même des armées entières de régiments serviles. Comment ne pas y voir une continuité ? La « fidélité exceptionnelle des esclaves », comme dit un proverbe arabe, fournit une base assurée pour un pouvoir qui veut s’affirmer, et, comme le soutient Alain Testart, pour un pouvoir qui veut s’affirmer sous une forme étatique.

## Principales publications
- Des classifications dualistes en Australie : essai sur l'évolution de l'organisation sociale, Paris et Lille, Maison des Sciences de l'Homme & Lille III, 1978, 222 p.
- Les chasseurs-cueilleurs ou L'origine des inégalités, Paris, Société d'ethnographie (Université Paris-Nanterre), 1982, 254 p.
- Le communisme primitif : économie et idéologie, Paris, Maison des Sciences de l'Homme, 1985, 549 p.
- Préface à L. H. Morgan, La société archaïque, Paris, Anthropos, 1985
- Essai sur les fondements de la division sexuelle du travail chez les chasseurs-cueilleurs, Paris, EHESS (Cahiers de l'Homme), 1986, 102 p.
- Des mythes et des croyances : esquisse d'une théorie générale, Paris, Maison des Sciences de l'Homme, 1991, 441 p.
- Pour les sciences sociales : essai d'épistémologie, Paris, Christian Bourgois, 1991, 174 p.
- De la nécessité d'être initié : rites d'Australie, Paris, Société d'ethnologie (Université Paris-Nanterre), 1992, 290 p.
- « La question de l'évolutionnisme dans l'anthropologie sociale », in Revue française de sociologie, no 33, 1992, p. 155-187.
- La parenté australienne : étude morphologique, Paris, Éditions du CNRS, 1996, 392 p.
- L'esclave, la dette et le pouvoir : études de sociologie comparative, Paris, Errance, 2001, 238 p.
- La servitude volontaire (2 vol.) : I, Les morts d’accompagnement ; II, L’origine de l’État, Paris, Errance, 2004, 264 p. et 140 p.
- Éléments de classification des sociétés, Paris, Errance, 2005, 160 p. (2e édition, révisée)
- Des dons et des dieux : anthropologie religieuse et sociologie comparative, Paris, Errance, 2006, 160 p.
- « Interprétation symbolique et interprétation religieuse en archéologie : l'exemple du taureau à Çatal Höyük », in Paléorient, 2006, no 32(2), p. 23-57.
- Critique du don : études sur la circulation non marchande, Paris, Syllepse, 2007, 268 p.

Extrait, chapitre 1 : Qu'est-ce qu'un don ?
- La déesse et le grain : trois essais sur les religions néolithiques, Arles, Actes Sud, 2010, 304 p.

Extrait du premier chapitre
- Avant l'histoire : l'évolution des sociétés, de Lascaux à Carnac, Paris, Gallimard, 2012, 552 p.  (ISBN 978-2-07-013-184-6)

prix Guizot en 2013
- (sous la direction d'Alain Testart), Les armes dans les eaux : questions d'interprétation en archéologie, Paris, Errance, 2013
- L'amazone et la cuisinière : anthropologie de la division sexuelle du travail, Paris, Gallimard, 2014, 192 p.
- Art et religion de Chauvet à Lascaux, Paris, Gallimard, 2016, 380 p.
- L'institution de l'esclavage : une approche mondiale, Paris, Gallimard, 2018, 384 p.
- Essai d'épistémologie pour les sciences sociales, Paris, CNRS Éditions, 2021, 174 p. (réédition du livre publié initialement en 1991)
- Principes de sociologie générale. I. Rapports sociaux fondamentaux et formes de dépendance, Paris, CNRS Éditions, 2021, 616 p.

### Conférences en ligne
- Les Aborigènes australiens : une religion sans dieux
- La femme et la chasse